# Метт Фіцпатрік
Меттью Томас Фіцпатрік  (англ. Matthew Thomas Fitzpatrick) — англійський гольфіст. У 2013 він виграв чемпіонат США серед любителів, а перший професійний турнір,  British Masters — у 2015-му. У  2022 він виграв свій перший мейджор і водночас перший турнір ПГА туру — Відкритий чемпіонат США з гольфу.

## Кар'єра любителя
У 2012 році Фіцпатрік виграв юнацьку першість у гольф-клубі Notts (Голлінвелл). Він пробився на Відкритий чемпіонат 2013 року і фінішував, вигравши срібну медаль як низький аматор. Фіцпатрік і Джиммі Маллен були єдиними аматорами, які зуміли уникнути скорчення: Фіцпатрик фінішував на 294 місці проти 299 у Маллена. Пізніше в 2013 році Фіцпатрик виграв Чемпіонат США серед любителів, що принесло йому запрошення на Мастерз 2014 року, Відкритий чемпіонат США та Відкритий чемпіонат Британії з гольфу за умови, що він залишився аматором. Перемога на чемпіонаті США серед любителів підняла його на вершину аматорського рейтингу, що принесло йому медаль Марка Х. Маккормака. У вересні 2013 року він грав у Walker Cup.
У вересні 2013 року Фіцпатрік вступив до Північно-західного університету, щоб грати в гольф  у студентській команді Northwestern Wildcats;, однак він покинув команду вже через квартал, у січні 2014 року, щоб повністю присвятити увесь свій час гольфу. Восени 2013 року він зіграв за Northwestern у п'яти турнірах. Він став співчемпіоном Rod Myers Invitational в Університеті Дьюка і допоміг привести Northwestern до командного титулу, а також записав третє місце на Windon Mem orial Classic, щоб допомогти Northwestern виграти турнір. Він фінішував 53-ім, 23-ім і 15-им у трьох інших турнірах.

## Професійна кар'єра
Фіцпатрік перейшов у професіонали після Відкритого чемпіонату США 2014 року, відмовившись від перепустки на Відкритий чемпіонат Британії. Його професіональний дебют припав на  Irish Open 2014 року, після чого він взяв участь у кількох змаганнях Європейського туру та Туру виклику, скориставшись запрошеннями спонсорів та організаторів.
У листопаді 2014 року Фіцпатрік вступив до школи відбору до Європейського туру, яку закінчив на 11 місці, що дозволило йому грати в Європейському турі 2015 року.
Фіцпатрік розпочав сезон 2015 року, шість разів потрапивши під скорочення у перших восьми змаганнях сезону; у червні він зайняв третє місце на Lyoness Open, а в липні 2015 року зайняв друге місце на Omega European Masters, відставши від Денні Віллетта nfвигравши другу премію у 300 тисяч євро. Його перша перемога відбулася в жовтні 2015 року, коли він виграв British Masters у Воберні, здобувши перший приз у розмірі £500,000 (€671,550). Після цього результату він вперше увійшов у чільну сотню світу з рейтингом 59. Він завершив свій дебютний сезон у турі з однією перемогою, дев'ятьма місцями в чільній десятці й 12-м місцем у підсумковому ранжирі «За заслуги».
У квітні 2016 року Фіцпатрик брав участь у Мастерз, зайнявши 7-е місце; у червні він переміг у 2016 Nordea Masters і досяг 32-го місця в Офіційному світовому рейтингу гольфу, що є його найкращою позицією на сьогоднішній день. Завдяки своїм результатам у сезонах Європейського туру 2015 та 2016 років він отримав автоматичний відбір на Кубок Райдера 2016 року.
У листопаді  2016 Фіцпатрік здобув третю перемогу в кар'єрі, опередивши на удар Тайрелла Гаттона у чемпіонаті світвого туру, що проходив у Дубаї.
У вересні  2017 Фіцпатрік виграв  Omega European Masters у швейцарській Кран-Монтані у плей-офі зі Скоттом Гендом, а у вересні  2018, Фіцпатрік успішно захистив титул Європейського Мастерз у плей-офі з Лукасом Б'єррегором.
У грудні 2020 року Фіцпатрік виграв свій другий  чемпіонат світового туру, обігравши майбутнього переможця гонки до Дубая, Лі Вествуда на один удар. Ця перемога також стала його першим титулом серії Rolex. 
У вересні 2021 Фіцпатрік грав за європейську команду у Кубку Райдера у Вісконсині. Збірна США перемогла 19–9, а результат Фіцпартріка був 0–3–0, зокрема недільний одиночний матч він програв Деніелу Бергеру. Через три тижні Фіцпатрік  виграв Estrella Damm N.A. Andalucía Masters. 
У червні 2022 він виграв свій перший меджор — Відкритий чемпіонат США з гольфу, опередивши найближчого переслідувача на один удар. Сталося це на тій самій трасі, де він переміг у чемпіонаті США серед любителів 2013 року. Він повторив досягнення  Джека Ніклоса, вигравши Відкритий чемпіонат США чемпіонат США серед аматорів на тій же трасі.

## Любительські перемоги
- Чемпіонат хлопців любителів 2012
- Чемпіонат США серед любителів 2013

## Професіональні перемоги (8)

### PGA тур (1)
| Legend                    |
| Мейджори (1)              |
| Інші турніри PGA туру (0) |

| № | Дата        | Турнір         | Результат            | Відрив | Друге місце                    |
| - | ----------- | -------------- | -------------------- | ------ | ------------------------------ |
| 1 | 19 чер 2022 | U.S. Open 2022 | −6 (68-70-68-68=274) | 1 удар | Скотті Шеффлер, Вілл Залаторіс |

## Командні змагання
Любительські
- Jacques Léglise Trophy (представляючи Велику Британію та Ірландію): 2012
- Walker Cup (представляючи Велику Британію та Ірландію): 2013

Професіональні
- EurAsia Cup (представляючи Європу): 2016 (перемога), 2018 (перемога)
- Кубок Райдера (представляючи Європу) : 2016, 2021